# Pudrad rosettlav
Pudrad rosettlav (Physcia magnussonii) är en lavart som beskrevs av Frey. Pudrad rosettlav ingår i släktet Physcia och familjen Physciaceae.  Arten är reproducerande i Sverige. Inga underarter finns listade i Catalogue of Life.